# هشتمین سفر سندباد
هشتمین سفر سندباد نمایشنامه‌ای است از بهرام بیضایی، نوشته به سالِ ۱۳۴۳، دربارهٔ سندبادِ بحری.

## چکیدهٔ داستان
سندباد با ملّاحانش از هفتمین سفر به زادگاهش بازمی‌گردد؛ ولی اهالیِ شهر نمی‌شناسندشان و ایشان را بازیگر و مطرب می‌گیرند. هزار سال از واپسین سفرِ سندباد گذشته و سفرهایش یک‌یک مجسّم می‌شود و کم‌کم حکایتِ سفرهای سندباد را می‌بینیم: سندباد تصادفاً نوفلِ بازرگان را از چنگِ دزدان رهانده و نوفل او را، که جوانی درمانده ولی نیرومند است، چون پسری در خانهٔ خویش برده. نوفل داراییِ خود را به سندباد می‌بخشد تا بر کشتی نشسته و کالا به بازرگانی برد. سندباد در سفرِ نخست دل به دخترِ خاقانِ چین می‌بازد. سفرِ دوّم را به خواستگاریِ دختر می‌رود، که اینک از بیماریِ ناگهانی مرده. در سفرهای بعدی گردِ جهان در پیِ خوشبختی، که موضوعِ پرسشِ دخترِ خاقان بود، می‌گردد تا به وطنِ جنگ‌زده به ارمغان آورد. در این سفرها کسی را سایه‌به‌سایه در تعقیبِ خویش می‌بیند. سفرِ هفتم را به تبعید می‌رود. و سفرِ هشتمِ سندباد سفرِ مرگ است.

## متن
هشتمین سفر سندباد برداشتی مستقیماً از هزارویک شب نیست. برداشتی است از تک‌پرده‌ای بسیار کوتاه به نام سفر هشتم سندباد که در سال‌های آغازین کار من در مجله‌ی سخن چاپ شده بود. امضای الف. ی داشت که خیال می‌کردم باید احسان یارشاطر باشد، و گاهی هم به نظرم ترجمه می‌رسید. چند سال پیش معلوم شد نوشته‌ی شادروان دکتر پرویز ناتل خانلری است. متأسفم که در آن تنها سالی که دانشجوی ادبیات بودم و دکتر خانلری بود، نمی‌دانستم سر درس نویسنده‌ی آن نمایشنامه‌ی بسیار کوتاه نشسته‌ام. می‌دانید، از شعر قطران تبریزی چنین برمی‌آید که گویا نسخه‌ی عامیانه‌تر هفت‌خوان اسفندیار در هزارافسان بوده است. این گهگاه مرا وسوسه می‌کند که فکر کنم سندباد برابرنهاد اسفندیار در متن عامیانه است و هفت سفر او بدیل هفت خوان او.

بیضایی، سالِ ۱۳۸۳ یا ۱۳۸۴

هشتمین سفر سندباد . . . به نظر من بهترین پیس دنیاست.

عبّاس جوانمرد، ۱۳۹۳

. . . زمان را به هم می‌ریزد و آدم‌ها به شکل‌های مختلف درمی‌آیند مثلاً حکیم شانکار بعد به شکل شعبده‌باز درمی‌آيد یعنی دو تا نقش را يک نفر بازی می‌کند. من در نمایش‌نامه‌های خارجی هم چنین غنایی ندیدم. حتی شکسپیر که او هم نثرش ممکن است مسجع نباشد اما شعرگونه است به اين غنا نيست. . . .

نصرت پرتوی، ۱۳۹۳ یا ۱۳۹۴
این نمایشنامه تابستانِ ۱۳۴۳ به سفارشِ جعفر والی بر اساسِ تک‌پرده‌ایِ کوتاهی به نامِ «سفر هشتم سندباد» از پرویز ناتل خانلری (برگرفته از سرگذشتِ سندباد در کتابِ هزارویک شب) نوشته شد. (آن زمان نتوانستند پی‌برند که «سفر هشتم سندباد» کارِ کیست.) نمایشنامه در پاییزِ ۱۳۴۳ به صورتِ پلی‌کپی در شصت نسخه تکثیر شد تا در دسترسِ اهلِ نمایش باشد و احیاناً به نمایش درآید. ولی نمایشش دست نداد. کتابِ هشتمین سفر سندباد سالِ ۱۳۵۰ با افزوده‌هایی به وسیلهٔ انتشاراتِ جوانه در تهران به چاپ رسید. سالِ ۱۳۵۷ نسخهٔ بهتری را انتشاراتِ روزبهان منتشر کرد. سال‌ها گذشت تا خانلری فاش کرد که نویسندهٔ «سفر هشتم سندباد» بوده است. او در گفتگویی که متنش اندکی پس از مرگش منتشر شد ناخرسندیِ خود را از کسی که بی نام بردن ازش نمایشنامه را «به اسم خودش چاپ کرد» به زبان آورد – بی آن که نامی از بیضایی برد.
نسخهٔ بازنگریسته‌ای از هشتمین سفر سندباد به سالِ ۱۳۸۲ در جلدِ یکُمِ دیوان نمایش چاپ شد. این نسخه سرانجام در زمستانِ ۱۳۹۸ باز به صورتِ کتابی جداگانه منتشر شد − به وسیلهٔ انتشاراتِ روشنگران و مطالعات زنان.
محمّدعلی سپانلو و محمّد مختاری و محمّدرضا شفیعی کدکنی نیز کارهایی از تألیف و ترجمه دربارهٔ سندباد دارند که پس از هشتمین سفر سندباد نوشته شده است. «السندباد فی رحلته الثامنة» کارِ خلیل حاوی و «رحل النهار» و «شهر سندباد» از بدر شاکر السّیّاب نیز به افسانهٔ سندباد می‌پردازد.
اولریش مارزلف ریشه‌های مستقیمِ پارسیِ داستانِ سندبادِ بحری را تا کتابِ مجمل التّواریخ و القصص پی‌گرفته است.

## نمایش
هشتمین سفر سندباد هیچ تمرین و اجرایی زیرِ نظرِ بیضایی نداشته است. در اسفندِ ۱۳۴۹ مجلّهٔ تماشا نوشت: «از بیضائی مدتها صحبت بود که «هشتمین سفر سندباد»ش را «رشیدی» و سپس «جوانمرد» می‌خواسته‌اند روی صحنه بیاورند و سرانجام هم نیاوردند.» نامه‌هایی از اسنادِ سالِ ۱۳۵۱ تالارِ ۲۵ شهریور هست که می‌گوید که این نمایش «توسط گروه هنر ملی» آمادهٔ نمایش شده است. ولی سرانجام این متن به نمایشی زیرِ نظرِ بیضایی درنیامد. احتمالاً نخستین اجرای رسمیِ متن سه شب از ۱۶ تا ۲۸ آبانِ ۱۳۵۳ در مؤسّساتِ آموزشیِ فرح ذیلِ برنامه‌های جشنِ فرهنگ و هنر بوده است. سالِ ۱۳۵۷ هم یک نمایشِ تلویزیونی بر اساسش ضبط شد. بعدها، سالِ ۱۳۶۹، این نمایشنامه به زبانِ آلمانی در سوئیس به نمایش درآمد؛ و این نخستین اجرایش بیرون از ایران بود. بیش از ده سال بعد سودابه اسکویی آن را در تهران به طورِ خصوصی نمایش داد، چراکه اجازهٔ دولتی برای نمایشِ عمومی نیافت.

## به دیگر زبان‌ها
هشتمین سفر سندباد به قلمِ احمد کامیابی مسک به فرانسوی ترجمه شده و سالِ ۱۹۹۰ میلادی در انتشاراتِ کامیابی مسک به چاپ رسیده و به پرویز ناتل خانلری، که همان سال درگذشت، پیشکش شده است:
- Bayz̤āʼī, Bahrām (1990). Le Huitième voyage de Sindbad : pièce persane. Paris: A. Kamyabi Mask. ISBN 9782950480613. (Traduction: Kamyabi Mask, Ahmad)

این نمایشنامه به آلمانی نیز درآمده، به قلمِ ایزابل اشتومپل-حاتمی:
- Baiḍāʼī, Bahrām (1989). Sindbads achte Reise. Bern. (Übersetzung: Stümpel-Hatami, Isabel)

یک ترجمهٔ انگلیسی از این نمایشنامه نیز با نامِ The Eighth Voyage of Sindbad در آمریکا به نمایش درآمده، ولی به صورتِ کتاب منتشر نشده است.